# Cratere Alexandrite
Alexandrite è un cratere sulla superficie di 2867 Šteins.